# Judo Information Site
Judo Information Siteはアメリカ人が運営する柔道の総合情報サイト。

## 概要
1995年に創設された柔道関連の老舗サイト。
柔道の歴史やその技術体系など柔道に関する様々な基礎知識の提供をはじめ、著名な柔道家に関する記事の紹介や、柔道に関する多数のビデオや柔道マンガ、さらには柔道家のブログなどが掲載されている。他にはJudo Forumと呼ばれる掲示板で、柔道に関する多彩な話題(必ずしも柔道のみならずBJJやMMA等、他の格闘技もよく話題になる)が世界各地の柔道に関心のある人々によって日々語られている。

## 主な内容
- Articles
- Techniques
- Resources
- Humor
- Links
- Judo Forum
- Blogs

## 外部サイト
- Judo Information Site